# Mistrovství světa juniorů v orientačním běhu 2011
22. Mistrovství světa juniorů v orientačním běhu proběhlo v Polsku s centrem ve městech Rumia a Wejherowo, jež leží v Pomořském vojvodství. Mistrovství proběhne v termínu 1. červenec až 9. červenec 2011. Hlavním pořadatelem je domácí oddíl UKS Siódemka a Polská asociace orientačního běhu.

## Program závodů
| Den         | Závod                         | Centrum závodu |
| ----------- | ----------------------------- | -------------- |
| 3. července | Finále – Sprint               | Lębork         |
| 4. července | Finále – Klasika (Long)       | Wejherowo      |
| 6. července | Kvalifikace – Krátká (Middle) | Rumia - Lezyce |
| 7. července | Finále – Krátká (Middle)      | Rumia - Lezyce |
| 8. července | Štafety                       | Gniewowo       |

## Závod ve sprintu

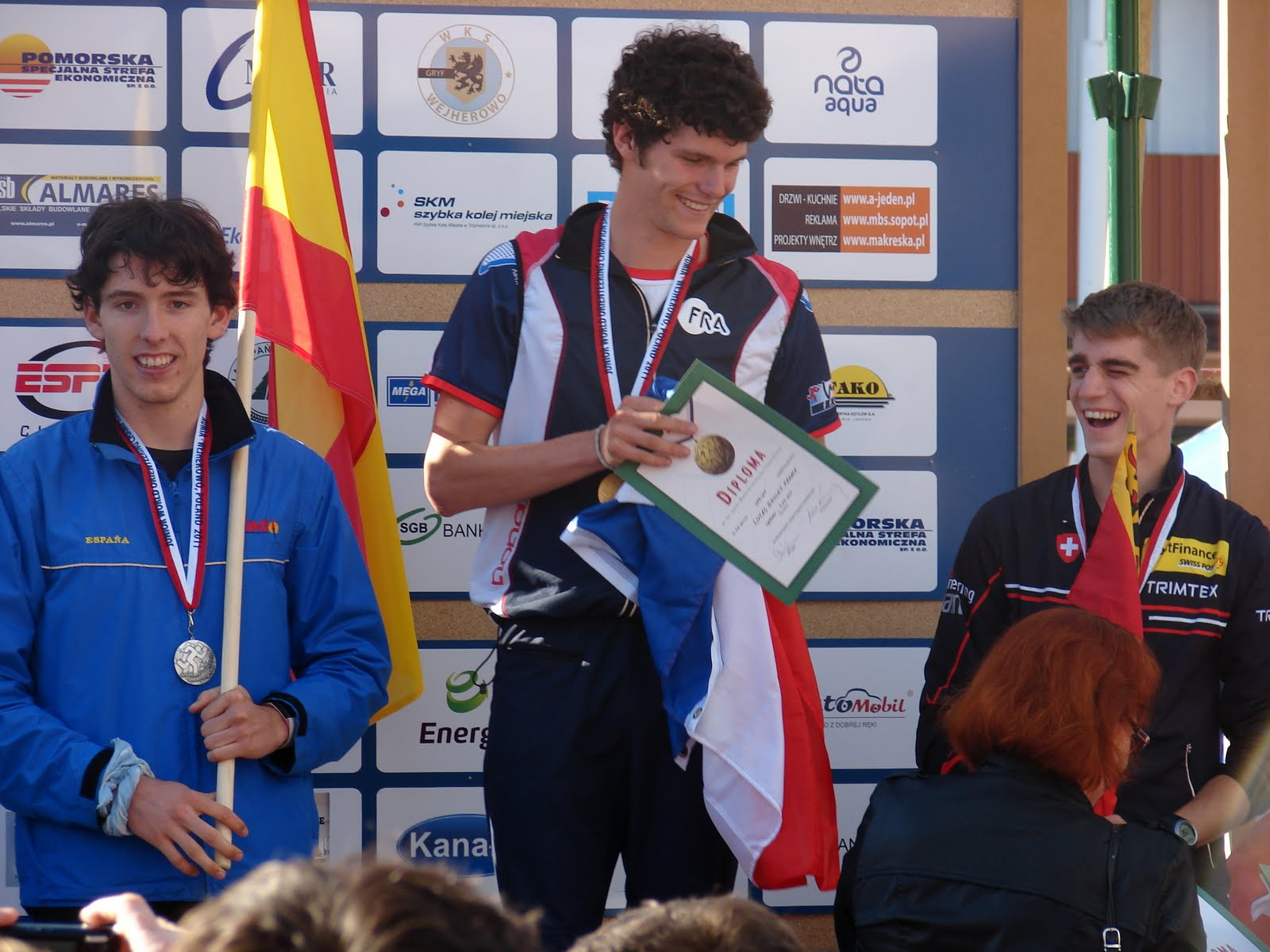
Vítězná trojice juniorského sprintu.
(z leva:Andreu Blanes, Lucas Basset, Florian Howald)

První finálový závod JMS 2011 se uskutečnil 3. července 2011. Tento závod se běžel na území polského města Lębork ve staré vilové části s vodními kanály. Trať byla postavena z 70 procent v obydlené oblasti a 30 procent tvořil kopcovitý les. Běželo se prakticky na rovině, tak i proto byl závod velmi rychlý, kdy každé zaváhání způsobovalo propad ve výsledkové listině.
Pro juniorský titul mistryně světa (již druhý v řadě) si doběhla dánská závodnice Ida Bobachová s 2 sekundovým náskokem před krajankou Emmou Klingenbergovou. Na třetím místě se umístila česká závodnice Tereza Novotná, která za nimi zaostala o pouhých deset sekundy. Celého závodu se zúčastnilo 130 závodnic ze 36 zemí světa. V juniorské kategorii zvítězil a juniorským mistrem světa se stal Francouz Lucas Basset před Španělem Andreu Blanesem, jež za ním zaostal 10 sekund. Na třetí pozici doběhl Švýcar Florian Howald s 12sekundovou ztrátou. Mužského závodu se zúčastnilo 158 juniorů. Z českých závodníků nejlépe zaběhla výše zmiňovaná Tereza Novotná, která dokončila trať na bronzové příčce. V mužské kategorii byl nejlepší Pavel Kubát, který obsadil sedmou pozici.

### Výsledky sprintu
| Muži                                                                 | Muži                                                                 | Muži                                                                 | Muži                                                                 | Muži                                                                 | Ženy                                                                 | Ženy                                                                 | Ženy                                                                 | Ženy                                                                 | Ženy                                                                 |
| -------------------------------------------------------------------- | -------------------------------------------------------------------- | -------------------------------------------------------------------- | -------------------------------------------------------------------- | -------------------------------------------------------------------- | -------------------------------------------------------------------- | -------------------------------------------------------------------- | -------------------------------------------------------------------- | -------------------------------------------------------------------- | -------------------------------------------------------------------- |
| - 2,91 km, 23 kontrol, 35m převýšení - mapa: Lębork 1 : 4000 E 2,5 m | - 2,91 km, 23 kontrol, 35m převýšení - mapa: Lębork 1 : 4000 E 2,5 m | - 2,91 km, 23 kontrol, 35m převýšení - mapa: Lębork 1 : 4000 E 2,5 m | - 2,91 km, 23 kontrol, 35m převýšení - mapa: Lębork 1 : 4000 E 2,5 m | - 2,91 km, 23 kontrol, 35m převýšení - mapa: Lębork 1 : 4000 E 2,5 m | - 2,47 km, 22 kontrol, 30m převýšení - mapa: Lębork 1 : 4000 E 2,5 m | - 2,47 km, 22 kontrol, 30m převýšení - mapa: Lębork 1 : 4000 E 2,5 m | - 2,47 km, 22 kontrol, 30m převýšení - mapa: Lębork 1 : 4000 E 2,5 m | - 2,47 km, 22 kontrol, 30m převýšení - mapa: Lębork 1 : 4000 E 2,5 m | - 2,47 km, 22 kontrol, 30m převýšení - mapa: Lębork 1 : 4000 E 2,5 m |
| Umístění                                                             | Země                                                                 | Jméno                                                                | Čas                                                                  | Ztráta                                                               | Umístění                                                             | Země                                                                 | Jméno                                                                | Čas                                                                  | Ztráta                                                               |
|                                                                      | Francie                                                              | Lucas Basset                                                         | 0:15:17                                                              |                                                                      |                                                                      | Dánsko                                                               | Ida Bobachová                                                        | 0:14:29                                                              |                                                                      |
|                                                                      | Španělsko                                                            | Reig Andreu Blanes                                                   | 0:15:17                                                              | + 0:00:00                                                            |                                                                      | Dánsko                                                               | Emma Klingenbergová                                                  | 0:14:31                                                              | + 0:00:02                                                            |
|                                                                      | Švýcarsko                                                            | Florian Howald                                                       | 0:15:19                                                              | + 0:00:02                                                            |                                                                      | Česko                                                                | Tereza Novotná                                                       | 0:14:41                                                              | + 0:00:12                                                            |
| 4                                                                    | Rakousko                                                             | Robert Merl                                                          | 0:15:20                                                              | + 0:00:03                                                            | 4                                                                    | Švédsko                                                              | Tove Alexanderssonová                                                | 0:14:59                                                              | + 0:00:30                                                            |
| 5                                                                    | Polsko                                                               | Michał Olejnik                                                       | 0:15:31                                                              | + 0:00:14                                                            | 5                                                                    | Švýcarsko                                                            | Julia Grossová                                                       | 0:15:15                                                              | + 0:00:46                                                            |
| 6                                                                    | Norsko                                                               | Eskil Kinneberg                                                      | 0:15:33                                                              | + 0:00:16                                                            | 6                                                                    | Nový Zéland                                                          | Angela Simpsonová                                                    | 0:15:16                                                              | + 0:00:47                                                            |
| Oficiální výsledky : junioři a juniorky                              |                                                                      |                                                                      |                                                                      |                                                                      |                                                                      |                                                                      |                                                                      |                                                                      |                                                                      |

## Závod na krátké trati (Middle)

### Výsledky závodu na krátké trati (Middle)
| Muži                                                                               | Muži                                                                               | Muži                                                                               | Muži                                                                               | Muži                                                                               | Ženy                                                                               | Ženy                                                                               | Ženy                                                                               | Ženy                                                                               | Ženy                                                                               |
| ---------------------------------------------------------------------------------- | ---------------------------------------------------------------------------------- | ---------------------------------------------------------------------------------- | ---------------------------------------------------------------------------------- | ---------------------------------------------------------------------------------- | ---------------------------------------------------------------------------------- | ---------------------------------------------------------------------------------- | ---------------------------------------------------------------------------------- | ---------------------------------------------------------------------------------- | ---------------------------------------------------------------------------------- |
| - 4,22 km, 17 kontrol, 205m převýšení - mapa: Wejherowo Kalwaria”, 1 : 10000 E 5 m | - 4,22 km, 17 kontrol, 205m převýšení - mapa: Wejherowo Kalwaria”, 1 : 10000 E 5 m | - 4,22 km, 17 kontrol, 205m převýšení - mapa: Wejherowo Kalwaria”, 1 : 10000 E 5 m | - 4,22 km, 17 kontrol, 205m převýšení - mapa: Wejherowo Kalwaria”, 1 : 10000 E 5 m | - 4,22 km, 17 kontrol, 205m převýšení - mapa: Wejherowo Kalwaria”, 1 : 10000 E 5 m | - 3,46 km, 14 kontrol, 140m převýšení - mapa: Wejherowo Kalwaria”, 1 : 10000 E 5 m | - 3,46 km, 14 kontrol, 140m převýšení - mapa: Wejherowo Kalwaria”, 1 : 10000 E 5 m | - 3,46 km, 14 kontrol, 140m převýšení - mapa: Wejherowo Kalwaria”, 1 : 10000 E 5 m | - 3,46 km, 14 kontrol, 140m převýšení - mapa: Wejherowo Kalwaria”, 1 : 10000 E 5 m | - 3,46 km, 14 kontrol, 140m převýšení - mapa: Wejherowo Kalwaria”, 1 : 10000 E 5 m |
| Umístění                                                                           | Země                                                                               | Jméno                                                                              | Čas                                                                                | Ztráta                                                                             | Umístění                                                                           | Země                                                                               | Jméno                                                                              | Čas                                                                                | Ztráta                                                                             |
|                                                                                    | Rakousko                                                                           | Robert Merl                                                                        | 0:25:43                                                                            |                                                                                    |                                                                                    | Dánsko                                                                             | Ida Bobachová                                                                      | 0:23:10                                                                            |                                                                                    |
|                                                                                    | Rusko                                                                              | Dmitry Nakonechnyi                                                                 | 0:25:43                                                                            |                                                                                    |                                                                                    | Švédsko                                                                            | Tove Alexanderssonová                                                              | 0:23:45                                                                            | + 0:00:35                                                                          |
|                                                                                    | Finsko                                                                             | Topias Tiainen                                                                     | 0:25:43                                                                            |                                                                                    |                                                                                    | Dánsko                                                                             | Emma Klingenbergová                                                                | 0:24:17                                                                            | + 0:01:07                                                                          |
| 4                                                                                  | Francie                                                                            | Lucas Basset                                                                       | 0:26:08                                                                            | + 0:00:25                                                                          | 4                                                                                  | Dánsko                                                                             | Ita Klingenbergová                                                                 | 0:24:34                                                                            | + 0:01:24                                                                          |
| 5                                                                                  | Norsko                                                                             | Eskil Kinneberg                                                                    | 0:26:22                                                                            | + 0:00:39                                                                          | 5                                                                                  | Švédsko                                                                            | Helena Karlssonová                                                                 | 0:25:01                                                                            | + 0:01:51                                                                          |
| 5                                                                                  | Švýcarsko                                                                          | Florian Howald                                                                     | 0:26:22                                                                            | + 0:00:39                                                                          | 6                                                                                  | Česko                                                                              | Denisa Kosová                                                                      | 0:25:04                                                                            | + 0:01:54                                                                          |
| Oficiální výsledky : junioři a juniorky                                            |                                                                                    |                                                                                    |                                                                                    |                                                                                    |                                                                                    |                                                                                    |                                                                                    |                                                                                    |                                                                                    |

## Závod na klasické trati (Long)

### Výsledky závodu na klasické trati (Long)
| Muži                                                                         | Muži                                                                         | Muži                                                                         | Muži                                                                         | Muži                                                                         | Ženy                                                                        | Ženy                                                                        | Ženy                                                                        | Ženy                                                                        | Ženy                                                                        |
| ---------------------------------------------------------------------------- | ---------------------------------------------------------------------------- | ---------------------------------------------------------------------------- | ---------------------------------------------------------------------------- | ---------------------------------------------------------------------------- | --------------------------------------------------------------------------- | --------------------------------------------------------------------------- | --------------------------------------------------------------------------- | --------------------------------------------------------------------------- | --------------------------------------------------------------------------- |
| - 11,1 km, 23 kontrol, 410m převýšení - mapa: Wejherowo Park 1 : 15000 E 5 m | - 11,1 km, 23 kontrol, 410m převýšení - mapa: Wejherowo Park 1 : 15000 E 5 m | - 11,1 km, 23 kontrol, 410m převýšení - mapa: Wejherowo Park 1 : 15000 E 5 m | - 11,1 km, 23 kontrol, 410m převýšení - mapa: Wejherowo Park 1 : 15000 E 5 m | - 11,1 km, 23 kontrol, 410m převýšení - mapa: Wejherowo Park 1 : 15000 E 5 m | - 7,7 km, 20 kontrol, 285m převýšení - mapa: Wejherowo Park 1 : 15000 E 5 m | - 7,7 km, 20 kontrol, 285m převýšení - mapa: Wejherowo Park 1 : 15000 E 5 m | - 7,7 km, 20 kontrol, 285m převýšení - mapa: Wejherowo Park 1 : 15000 E 5 m | - 7,7 km, 20 kontrol, 285m převýšení - mapa: Wejherowo Park 1 : 15000 E 5 m | - 7,7 km, 20 kontrol, 285m převýšení - mapa: Wejherowo Park 1 : 15000 E 5 m |
| Umístění                                                                     | Země                                                                         | Jméno                                                                        | Čas                                                                          | Ztráta                                                                       | Umístění                                                                    | Země                                                                        | Jméno                                                                       | Čas                                                                         | Ztráta                                                                      |
|                                                                              | Norsko                                                                       | Yngve Skogstad                                                               | 1:08:49                                                                      |                                                                              |                                                                             | Dánsko                                                                      | Ida Bobachová                                                               | 0:55:23                                                                     |                                                                             |
|                                                                              | Rakousko                                                                     | Robert Merl                                                                  | 1:10:23                                                                      | + 0:01:34                                                                    |                                                                             | Dánsko                                                                      | Emma Klingenbergová                                                         | 0:56:51                                                                     | + 0:01:28                                                                   |
|                                                                              | Francie                                                                      | Lucas Basset                                                                 | 1:10:36                                                                      | + 0:01:47                                                                    |                                                                             | Švédsko                                                                     | Tove Alexanderssonová                                                       | 0:57:37                                                                     | + 0:02:14                                                                   |
| 4                                                                            | Švýcarsko                                                                    | Florian Howald                                                               | 1:12:03                                                                      | + 0:03:14                                                                    | 4                                                                           | Rusko                                                                       | Natalia Chepaevová                                                          | 1:00:54                                                                     | + 0:05:31                                                                   |
| 5                                                                            | Česko                                                                        | Pavel Kubát                                                                  | 1:12:26                                                                      | + 0:03:37                                                                    | 5                                                                           | Finsko                                                                      | Anna Närhiová                                                               | 1:01:14                                                                     | + 0:05:51                                                                   |
| 6                                                                            | Rusko                                                                        | Gleb Tichonov                                                                | 1:13:29                                                                      | + 0:04:40                                                                    | 6                                                                           | Litva                                                                       | Aušrinė Kutkaitėová                                                         | 1:01:21                                                                     | + 0:05:58                                                                   |
| Oficiální výsledky : junioři a juniorky                                      |                                                                              |                                                                              |                                                                              |                                                                              |                                                                             |                                                                             |                                                                             |                                                                             |                                                                             |

## Štafetový závod

### Výsledky štafetového závodu
| Muži | Muži | Muži | Muži | Muži | Ženy | Ženy | Ženy | Ženy | Ženy |
| --- | --- | --- | --- | --- | --- | --- | --- | --- | --- |
| - 1. úsek: 5,4–5,5 km, 13 kontrol, 110m převýšení - 2. úsek: 7,7–7,9 km, 21 kontrol, 215m převýšení - 3. úsek: 7,7–7,9 km, 22 kontrol, 215m převýšení - mapa: Gniewowo 2 1: 10 000 E 5m | - 1. úsek: 5,4–5,5 km, 13 kontrol, 110m převýšení - 2. úsek: 7,7–7,9 km, 21 kontrol, 215m převýšení - 3. úsek: 7,7–7,9 km, 22 kontrol, 215m převýšení - mapa: Gniewowo 2 1: 10 000 E 5m | - 1. úsek: 5,4–5,5 km, 13 kontrol, 110m převýšení - 2. úsek: 7,7–7,9 km, 21 kontrol, 215m převýšení - 3. úsek: 7,7–7,9 km, 22 kontrol, 215m převýšení - mapa: Gniewowo 2 1: 10 000 E 5m | - 1. úsek: 5,4–5,5 km, 13 kontrol, 110m převýšení - 2. úsek: 7,7–7,9 km, 21 kontrol, 215m převýšení - 3. úsek: 7,7–7,9 km, 22 kontrol, 215m převýšení - mapa: Gniewowo 2 1: 10 000 E 5m | - 1. úsek: 5,4–5,5 km, 13 kontrol, 110m převýšení - 2. úsek: 7,7–7,9 km, 21 kontrol, 215m převýšení - 3. úsek: 7,7–7,9 km, 22 kontrol, 215m převýšení - mapa: Gniewowo 2 1: 10 000 E 5m | - 1. úsek: 5,1–5,2 km, 11 kontrol, 70m převýšení - 2. úsek: 5,5–5,7 km, 13 kontrol, 115m převýšení - 3. úsek: 5,5–5,7 km, 14 kontrol, 115m převýšení - mapa: Gniewowo 2 1: 10 000 E 5m | - 1. úsek: 5,1–5,2 km, 11 kontrol, 70m převýšení - 2. úsek: 5,5–5,7 km, 13 kontrol, 115m převýšení - 3. úsek: 5,5–5,7 km, 14 kontrol, 115m převýšení - mapa: Gniewowo 2 1: 10 000 E 5m | - 1. úsek: 5,1–5,2 km, 11 kontrol, 70m převýšení - 2. úsek: 5,5–5,7 km, 13 kontrol, 115m převýšení - 3. úsek: 5,5–5,7 km, 14 kontrol, 115m převýšení - mapa: Gniewowo 2 1: 10 000 E 5m | - 1. úsek: 5,1–5,2 km, 11 kontrol, 70m převýšení - 2. úsek: 5,5–5,7 km, 13 kontrol, 115m převýšení - 3. úsek: 5,5–5,7 km, 14 kontrol, 115m převýšení - mapa: Gniewowo 2 1: 10 000 E 5m | - 1. úsek: 5,1–5,2 km, 11 kontrol, 70m převýšení - 2. úsek: 5,5–5,7 km, 13 kontrol, 115m převýšení - 3. úsek: 5,5–5,7 km, 14 kontrol, 115m převýšení - mapa: Gniewowo 2 1: 10 000 E 5m |
| Umístění | Země | Jméno | Čas | Ztráta | Umístění | Země | Jméno | Čas | Ztráta |
| | Polsko | Piotr Parfianowicz Rafał Podziński Michał Olejnik | 1:53:33 | | | Švédsko | Helena Karlssonová Linea Martinssonová Tove Alexanderssonová | 1:42:32 | |
| | Švédsko | Jonas Nordstrom Richard Olsson Albin Ridefelt | 1:53:56 | + 0:00:23 | | Česko | Adéla Indráková Denisa Kosová Tereza Novotná | 1:48:51 | + 0:06:19 |
| | Česko | Michal Hubáček Marek Schuster Pavel Kubát | 1:54:47 | + 0:01:14 | | Dánsko | Ita Klingenbergová Emma Klingenbergová Ida Bobachová | 1:48:57 | + 0:06:25 |
| 4 | Španělsko | Arqués Marc Serrallonga Pérez Antonio Martinez Reig Andreu Blanes | 1:54:49 | + 0:01:16 | 4 | Švýcarsko | Sarina Jenzerová Lisa Holerová Julia Grossová | 1:48:58 | + 0:06:26 |
| 5 | Dánsko | Thor Nørskov Andreas Hougaard Boesen Marius Thrane Ødum | 1:54:55 | + 0:01:22 | 5 | Rusko | Aleksandra Vojtová Dina Ibragimová Natalia Čepovová | 1:51:30 | + 0:08:58 |
| 6 | Švýcarsko | Patrik Wägeli Florian Schneider Florian Howald | 1:55:09 | + 0:01:36 | 6 | Norsko | Ingjerd Myhreová Maren Jansson Haverstadová Audhild Bakken Rognstadová | 1:51:34 | + 0:09:02 |
| Oficiální výsledky : junioři a juniorky | | | | | | | | | |

## Česká juniorská reprezentace na JMS
Nominační závody české reprezentace se konaly 27. – 29. května 2011 v Doksech.
Nominovaní byli:

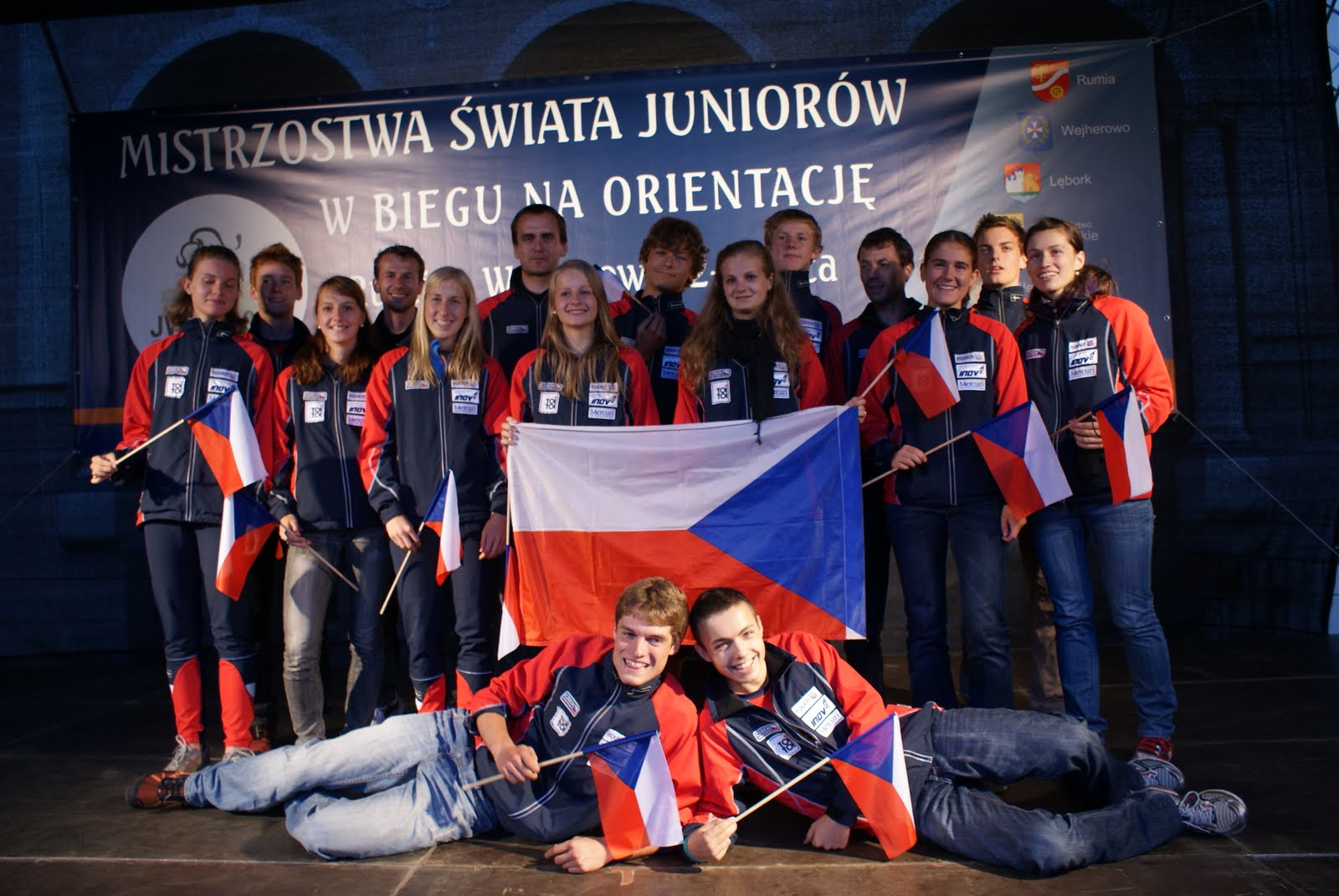
Česká juniorská reprezentace na JMS 2011

Juniorky: Adéla Indráková (1991, SK Žabovřesky Brno), Denisa Kosová (1991, OK 99 Hradec Králové), Tereza Novotná (1992, OK 99 Hradec Králové), Kateřina Chromá (1994, SK Žabovřesky Brno), Petra Pavlovcová (1993, OOB TJ Turnov), Markéta Poloprutská (1992, Slavia Liberec Orienteering)
Junioři: Pavel Kubát (nar. 1991, klub OK 99 Hradec Králové), Filip Hadač (1993, POBO Opava), David Procházka (1991, OK Lokomotiva Pardubice), Daniel Wolf (1991, OOB TJ Turnov), Michal Hubáček (1993, TJ Slovan Luhačovice), Marek Schuster (1993, POBO Opava).
| Muži                       | Muži                       | Muži                       | Muži                       | Muži                       | Ženy                        | Ženy                        | Ženy                        | Ženy                        | Ženy                        |
| -------------------------- | -------------------------- | -------------------------- | -------------------------- | -------------------------- | --------------------------- | --------------------------- | --------------------------- | --------------------------- | --------------------------- |
| - Umístění českých juniorů | - Umístění českých juniorů | - Umístění českých juniorů | - Umístění českých juniorů | - Umístění českých juniorů | - Umístění českých juniorek | - Umístění českých juniorek | - Umístění českých juniorek | - Umístění českých juniorek | - Umístění českých juniorek |
| Jméno                      | Sprint                     | Middle                     | Long                       | Štafety                    | Jméno                       | Sprint                      | Middle                      | Long                        | Štafety                     |
| Pavel Kubát                | 7. místo                   | 18. místo                  | 5. místo                   | 3. místo                   | Adéla Indráková             | 42. místo                   | 24. místo                   | 28. místo                   | 2. místo                    |
| Filip Hadač                | 59. místo                  | Kval.                      | 56. místo                  | 31. místo                  | Denisa Kosová               | 23. místo                   | 6. místo                    | 47. místo                   | 2. místo                    |
| David Procházka            | 49. místo                  | Kval.                      | 28. místo                  | 31. místo                  | Tereza Novotná              | 3. místo                    | 47. místo                   | 19. místo                   | 2. místo                    |
| Daniel Wolf                | 70. místo                  | 34. místo                  | 32. místo                  | 31. místo                  | Kateřina Chromá             | 83. místo                   | Kval.                       | 64. místo                   | 16. místo                   |
| Michal Hubáček             | 11. místo                  | 56. místo                  | 15. místo                  | 3. místo                   | Petra Pavlovcová            | 48. místo                   | 34. místo                   | 63. místo                   | 16. místo                   |
| Marek Schuster             | 28. místo                  | 25. místo                  | 38. místo                  | 3. místo                   | Markéta Poloprutská         | 37. místo                   | Kval.                       | 25. místo                   | 16. místo                   |

## Medailová klasifikace podle zemí
| Medailová klasifikace podle zemí | Medailová klasifikace podle zemí | Medailová klasifikace podle zemí | Medailová klasifikace podle zemí | Medailová klasifikace podle zemí | Medailová klasifikace podle zemí |
| Umístění                         | Země                             | Zlato                            | Stříbro                          | Bronz                            | Součet                           |
| -------------------------------- | -------------------------------- | -------------------------------- | -------------------------------- | -------------------------------- | -------------------------------- |
| 1.                               | Dánsko                           | 3                                | 2                                | 2                                | 7                                |
| 2.                               | Švédsko                          | 1                                | 2                                | 1                                | 4                                |
| 3.                               | Rakousko                         | 1                                | 1                                | -                                | 2                                |
| 4.                               | Francie                          | 1                                | -                                | 1                                | 2                                |
| 5.                               | Polsko                           | 1                                | -                                | -                                | 1                                |
| 5.                               | Finsko                           | 1                                | -                                | -                                | 1                                |
| 5.                               | Norsko                           | 1                                | -                                | -                                | 1                                |
| 5.                               | Rusko                            | 1                                | -                                | -                                | 1                                |
| 9.                               | Česko                            | -                                | 1                                | 2                                | 3                                |
| 10.                              | Španělsko                        | -                                | 1                                | -                                | 1                                |
| 11.                              | Švýcarsko                        | -                                | -                                | 1                                | 1                                |